# Alfajarín
Alfajarín là một đô thị ở tỉnh Zaragoza, Aragon, Tây Ban Nha. Theo điều tra dân số 2004 của Viện thống kê Tây Ban Nha (INE), đô thị này có dân số là 1.742 người. Diện tích đô thị này là 137ki-lô-mét vuông.Đô thị này nằm ở độ cao 199 m trên mực nước biển, cách tỉnh lỵ 17 km.